# Kraftwerk Bortel
Das Kraftwerk Bortel ist ein zweistufiges Kleinwasserkraftwerk mit Pumpspeicherstufe auf der Nordseite des Simplongebietes oberhalb von Brig. Es besteht aus dem Bortelsee als Kopfspeicher und den beiden Maschinenhäusern Bortelalp und Ganterbrücke, in der Nähe der gleichnamigen Brücke der A9. Das Unterwasser der Gruppe wird vom Kraftwerk Saltina▼ genutzt, mit dem Kraftwerk Weri als vierte Stufe könnte das Wasser nochmals genutzt werden, bevor es in die Rhone abfliesst.
Die Anlage ging nach dreijähriger Bauzeit im September 1990 in Betrieb. Durch Aufstau des Bortelsees auf der Bortelalp konnte ein Speicherbecken mit 3,6 Mio. m³ Inhalt geschaffen werden. Das Wasser stammt hauptsächlich aus den Niederschlägen und der Schneeschmelze im Frühjahr und im Sommer, ein Teil wird auch mit der Pumpanlage in der Zentrale Bortelalp in den See gefördert. Das gespeicherte Wasser wird hauptsächlich während den Wintermonaten zur Erzeugung von Spitzenenergie genutzt. Ein Kubikmeter Wasser aus dem See kann dabei 3,5 kWh erzeugen, was einer der höchsten Energiegleichwerte der Schweiz ist.
Das Wasser wird in der Zentrale Bortelalp von einer horizontalachsigen eindüsigen Pelton-Turbine verarbeitet, die eine Leistung von 2,4 MW hat, wobei sie bei einer Fallhöhe von 494 m ein Schluckvermögen von 600 Liter pro Sekunde hat.  Die beiden in der Zentrale aufgestellten Pumpen habe je eine Leistung von 1,3 MW, womit das Kraftwerk Bortel eines der kleinsten Pumpspeicherkraftwerke der Schweiz ist.
In der Zentrale Ganterbrücke steht eine zweidüsige ebenfalls horizontalachsige Pelton-Turbine mit einer Leistung von 5 MW. Sie verarbeitet Wasser mit einer Fallhöhe von 593 m und hat ein Schluckvermögen von 1000 Liter pro Sekunde.